# Блошка виноградная
Виноградная блошка, виноградная виняя блоха, или (лат. Altica ampelophaga) — вид листоедов из подсемейства козявок.

## Описание
Длина тела имаго 3,3—5,2 мм. Длина личинок последнего возраста достигает 8,2—9,4 мм.

## Экология
Питается культурным виноградом. Личинки могут питаться также растениями, семейств кипрейные и дербенниковые. Зимует на стадии имаго. Самка откладывает на нижнюю сторону листа группами по 4-9 штук. Развитие яиц длится от 4 до 19 дней.

## Распространение
Вид разделяют на два подвида. Номинативный подвид распространён от Южной Европы на север от центральной части Франции и юго-запада Германии, на восток до Греции, Северо-Восточной Африки (Алжир, Марокко и Тунис), Балеарских островов, Канарских островов, Турции. Второй подвид Altica ampelophaga koreana обитает на Корейском полуострове.

## Фотографии

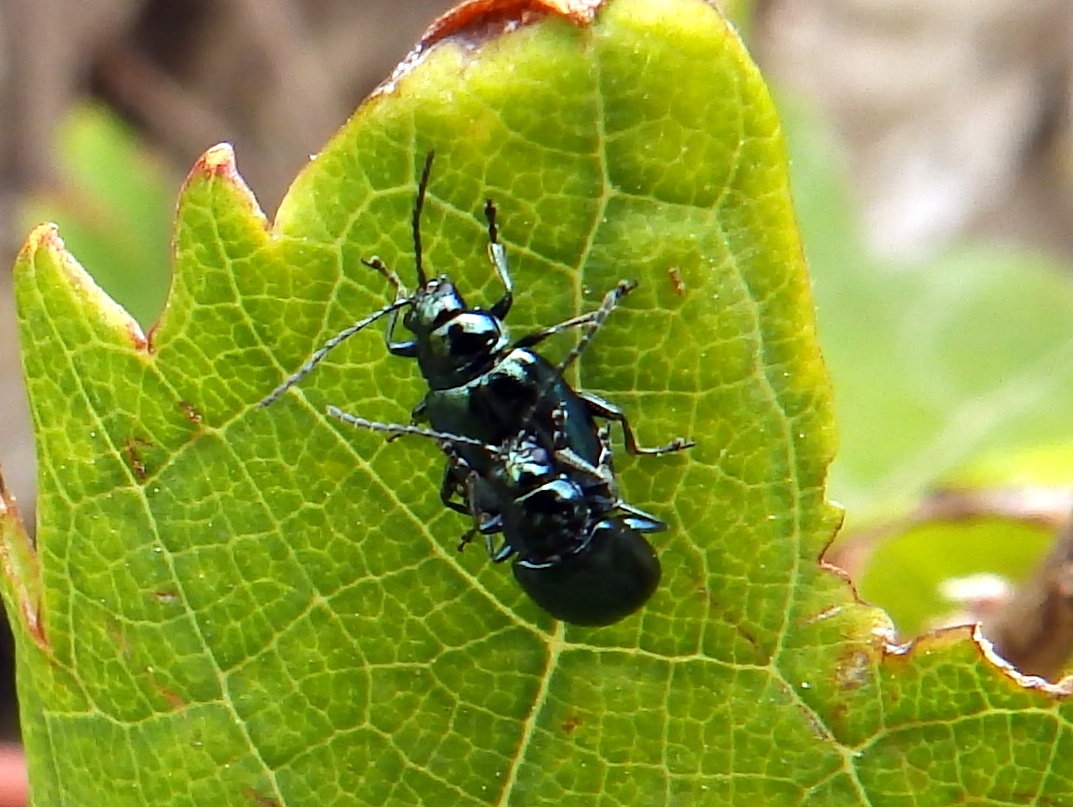
Спаривание
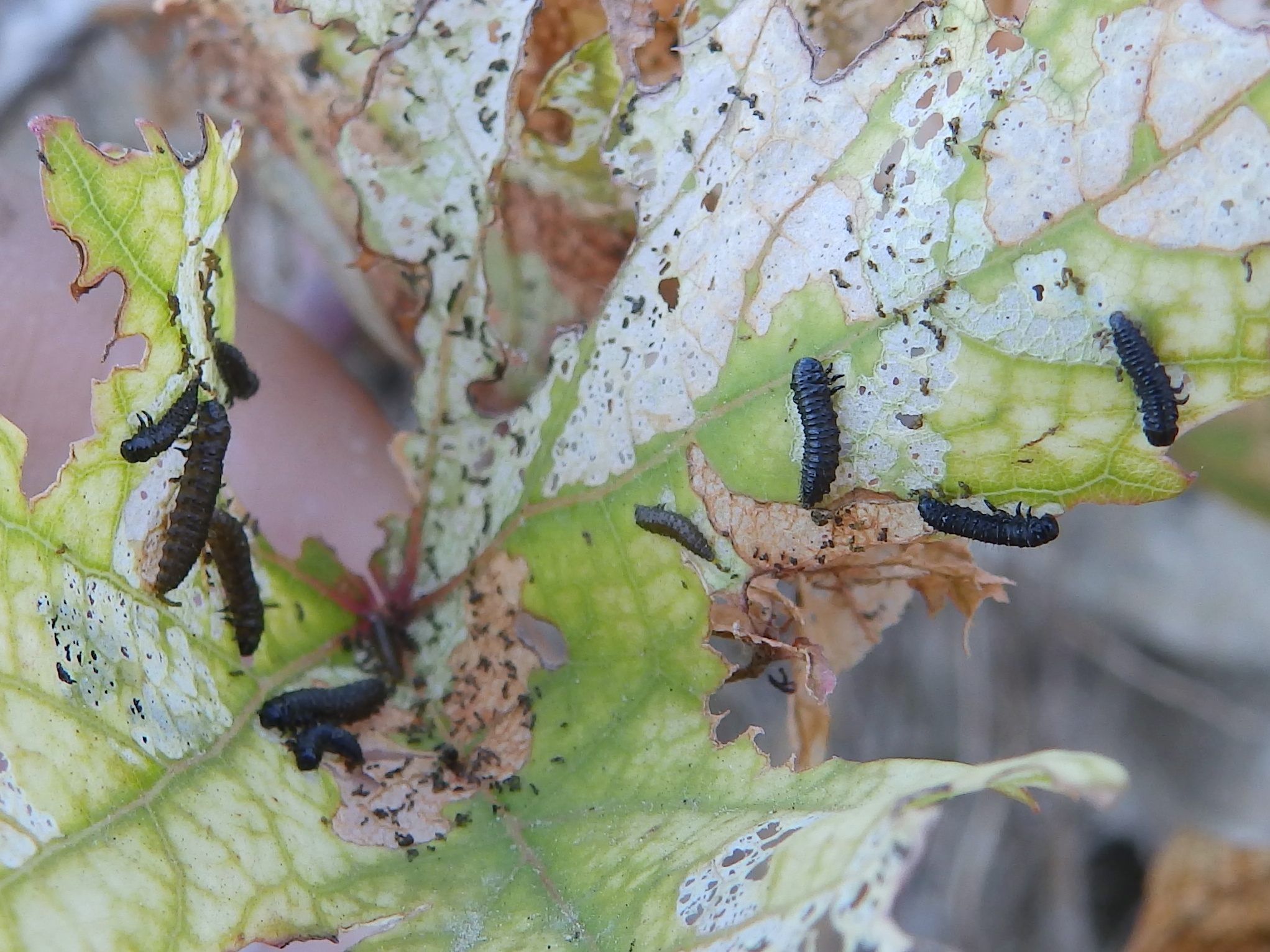
Личинки